# Ludger Pistor
Ludger Pistor (Recklinghausen, 16 de marzo de 1959) es un actor alemán.

## Vida y carrera
Pistor nació en Recklinghausen. Pistor estudió en el Seminario Max Reinhardt en Viena y luego de dos años en el Herbert Berghof Studio en Nueva York. Tuvo su primer compromiso teatral en Múnich y tuvo sus primeras apariciones de televisión en la década de 1980.
Por su papel de Klaus Krapp en la serie de televisión Balko Pistor fue galardonado con el Premio Adolf Grimme en 1996 y con el Deutscher Fernsehpreis en 1999. Un gag común de la serie eran los diálogos de su personaje con su madre, quien nunca era vista. Este gag fue recogido en varios de sus papeles más adelante en películas, como en Goldene Zeiten.
En la película de James Bond Casino Royale (2006) interpretó al banquero suizo Mendel. Debido a su papel en la película de televisión Ein Schnitzel für drei (Un filete para tres), Pistor declinó una primera oferta de Quentin Tarantino para actuar en Inglourious Basterds, pero luego recibió el papel menor del capitán Wolfgang. Interpretó en 2011, en la película X-Men: primera generación el papel secundario de un criador de cerdos y ex nazi.

## Filmografía selecta
- El nombre de la rosa (1986)
- Werner – Beinhart! (1990)
- La lista de Schindler  (1993)
- Texas – Doc Snyder hält die Welt in Atem (1993)
- Balko (1995–2005, TV)
- Willi und die Windzors (1996)
- Corre Lola, corre  (1998)
- Casino Royale  (2006)
- The Informant!  (2009)
- Inglourious Basterds  (2009)
- X-Men: primera generación (2011)